# A Gonzaga Bulldogs férfijégkorong-csapata
A Gonzaga Bulldogs férfijégkorong-csapata az Amerikai Egyetemi Jégkorongszövetség tagjaként a II-es divízióban képviseli a Gonzaga Egyetemet. 1936 és 1940 között a jégkorong az egyetemi versenysportok egyike volt.
Paul Corkery tiszteletes több kanadait kívánt az egyetemre vonzani, így a jégkorong is a versenysportok közé került. Egy évvel az 1936-os megalapítását követően a csapat a Pacific Coast Conference tagja lett, egy időben pedig kanadai csapatokkal együtt a West Kootenay League-ben is játszott. A hokicsapat hamarosan a konferencia élére került, a szóbeszédek szerint egyszer a Minnesota Golden Gophersszel szemben 18–2-es győzelmet arattak, azonban erről a minnesotai csapatnál nem állnak rendelkezésre írásos feljegyzések.
Az 1939–40-es szezont követően a többi PCC-taghoz hasonlóan a Gonzaga versenyjellegű jégkorongcsapata is megszűnt.

## Eredmények szezononként
| Szezon                           | Konferencia              | Eredmény |
| -------------------------------- | ------------------------ | -------- |
| 1936–37                          | Független                | –        |
| Vezetőedző: Denny Edge (1937–40) |                          |          |
| 1937–38                          | Pacific Coast Conference | 15–3–3   |
| 1938–39                          | Pacific Coast Conference | 6–7      |
| 1939–40                          | Pacific Coast Conference | 6–3–1    |
| Összesen:                        | –                        | 27–13–4  |

## Nevezetes személyek
- Cyril „Cheddy” Thompson, a Colorado College Tigers vezetőedzője[2][6]
- Frank McCool, a Toronto Maple Leafs játékosa[2][7]

## Fordítás
- Ez a szócikk részben vagy egészben  a   Gonzaga Bulldogs men's ice hockey című angol Wikipédia-szócikk ezen változatának fordításán alapul.  Az eredeti cikk szerkesztőit annak laptörténete sorolja fel. Ez a jelzés csupán a megfogalmazás eredetét és a szerzői jogokat jelzi, nem szolgál a cikkben szereplő információk forrásmegjelöléseként.